# Brian Abrey
Brian Anthony Abrey (* 25. April 1939 in Hendon, London) ist ein ehemaliger englischer Fußballspieler.

## Karriere
Abrey wurde 16-jährig 1955 von Ted Drake zum FC Chelsea geholt, kam aber in den folgenden Jahren zu keinem Pflichtspieleinsatz für die erste Mannschaft des Klubs. Ein Zubrot verdiente sich Abrey während seiner Zeit bei Chelsea hinter dem Tresen von Drakes Wettbüro in Clacton-on-Sea. Während er bei Chelsea in der Saison 1959/60 Probleme hatte, überhaupt in der Reservemannschaft zum Einsatz zu kommen, bestritt er im Sommer 1960 alle fünf Partien in den Vereinigten Staaten in der International Soccer League für die New York Americans. Die für die Liga zusammengestellte internationale Auswahl unter Trainer Albert Stubbins bestand neben den britischen Spielern Alf Sherwood, Les Locke, Roy Goulden, Mike Everitt und David Cliss auch aus Spielern aus Ungarn, Argentinien, Polen und der Tschechoslowakei.
1961 wurde sein Vertrag von Chelsea nicht mehr verlängert und Abrey schloss sich dem Viertligisten Colchester United unter Trainer Benny Fenton an. Im Verlauf der Saison 1961/62 absolvierte er 38 Ligapartien auf der Mittelläuferposition und erzielte neben einem Ligator gegen den späteren Meister FC Millwall auch einen Treffer im FA Cup gegen Peterborough United, als durch seinen Anschlusstreffer in den letzten 15 Minuten noch ein 0:3-Rückstand aufgeholt wurde. Gegen den Drittligisten unterlag Colchester letztlich im zweiten Wiederholungsspiel.
Am Saisonende stieg Colchester um seine beiden Topstürmer Bobby Hunt (38 Tore) und Martyn King (30 Tore) als Vizemeister in die Third Division auf. Eine bereits im April 1962 zugezogene Knieverletzung ließ für Abrey in der folgenden Saison nur einen Einsatz Ende September 1962 im League Cup zu und im April 1963 entschloss er sich aus medizinischen Gründen zur Beendigung seiner Profilaufbahn. Nach seiner Fußballkarriere arbeitete Abrey in Hendon, zunächst in einer Schule, später als Bierkutscher und Postbote.